# Окан Їлмаз
Окан Їлмаз (тур. Okan Yılmaz, нар. 16 травня 1978, Бурса) — турецький футболіст, що грав на позиції нападника, флангового півзахисника. Виступав, зокрема, за клуб «Бурсаспор», а також національну збірну Туреччини.

## Клубна кар'єра
Народився 16 травня 1978 року в місті Бурса. Вихованець футбольної школи клубу «Інегольспор». Дорослу футбольну кар'єру розпочав 1996 року в основній команді того ж клубу, в якій провів два сезони, взявши участь у 41 матчі чемпіонату.
Своєю грою за цю команду привернув увагу представників тренерського штабу клубу «Бурсаспор», до складу якого приєднався 1998 року. Відіграв за команду з Бурси наступні сім сезонів своєї ігрової кар'єри. Більшість часу, проведеного у складі «Бурсаспора», був основним гравцем команди. У складі «Бурсаспора» був одним з головних бомбардирів команди, маючи середню результативність на рівні 0,54 голу за гру першості.
Згодом з 2005 по 2010 рік грав у складі команд клубів «Малатьяспор», «Коньяспор», «Сакар'яспор», «Діярбакирспор», «Ордуспор», «Пантракікос», «Ванспор», «Тепечі Беледієспор» та «Аланьяспор».
Завершив професійну ігрову кар'єру в аматорському клубі «Альтінова Беледійеспор», за команду якого виступав протягом 2012 року.

## Виступи за збірні
2000 року залучався до складу молодіжної збірної Туреччини. На молодіжному рівні зіграв у 4 офіційних матчах.
2003 року дебютував в офіційних матчах у складі національної збірної Туреччини. Протягом кар'єри у національній команді, яка тривала усього 2 роки, провів у формі головної команди країни 8 матчів, забивши 5 голів.
У складі збірної був учасником розіграшу Кубка конфедерацій 2003 року у Франції.

## Титули і досягнення

### Командні
- Бронзові нагороди Кубока конфедерацій (1): Франція, 2003.

### Особисті
- Найкращий бомбардир турецької Суперліги (2): 2000—01, 2002—03.
- Найкращий бомбардир першої ліги Туреччини (1): 2004—05.